# Relaciones Chad-México
Las naciones de Chad y México establecieron relaciones diplomáticas en 1976. Ambas naciones son miembros de las Naciones Unidas.

## Historia
El 25 de febrero de 1976, Chad y México establecieron relaciones diplomáticas. Las relaciones entre ambas naciones han sido limitadas y han tenido lugar principalmente en foros multilaterales como en las Naciones Unidas. En marzo de 2002, el Primer ministro de Chad, Nagoum Yamassoum, asistió al cumbre del Consenso de Monterrey en la ciudad mexicana de Monterrey, donde se reunió con el presidente Vicente Fox.
Durante la Guerra civil chadiana y Opération Épervier, mercenarios mexicanos han sido contratados por el presidente de Chad, Idriss Déby, para luchar contra las fuerzas rebeldes que intentaban a destituir al Presidente Déby del poder. Los mercenarios mexicanos fueron contratados para volar helicópteros de ataque Mil Mi-17, que también utiliza la Fuerza Aérea Mexicana.
En febrero de 2013, México expresó su benepláciton la ratificación por Chad del Tratado de Prohibición Completa de los Ensayos Nucleares. En abril de 2014, la ministra de Planificación y Cooperación Internacional de Chad, Mariam Mahamat Nour, realizó una visita a México para asistir a la conferencia de la Alianza Global para la Cooperación al Desarrollo Eficaz en la Ciudad de México. Ese mismo año, en mayo de 2014, el ministro de Agricultura y Medio Ambiente de Chad, Baïwong Djibergui Amane Rosine, realizó una visita a Cancún para asistir a la conferencia de la Asamblea del Fondo para el Medio Ambiente Mundial.
El dramaturgo, poeta, novelista y profesor universitario chadiano, Koulsy Lamko es un laureado del Gran Premio Literario de Chad. Reside en la Ciudad de México donde dirige la Casa Refugio Hankili So África, un centro de residencia artística y escritores de personas de ascendencia africana y de la diáspora negra.
En 2023, ambas naciones celebraron 47 años de relaciones diplomáticas. En 2024, se encontraron en México migrantes originarios de Chad que intentaban ingresar irregularmente a los Estados Unidos. También se encontraron algunos migrantes muertos al intentar cruzar la frontera.

## Visitas de alto nivel
Visitas de alto nivel de Chad a México
- Primer Ministro Nagoum Yamassoum (2002)
- Ministra de Planificación y Cooperación Internacional Mariam Mahamat Nour (2014)
- Ministro de Agricultura Baïwong Djibergui Amane Rosine (2014)

## Comercio
En 2023, el comercio entre Chad y México ascendió a $2.6 millones dólares. Las principales exportaciones de Chad a México incluyen: circuitos electrónicos integrados, transformadores de potencia, aparatos eléctricos, pieles y cueros, resortes y hojas de hierro o acero, y herramientas manuales. Las principales exportaciones de México a Chad incluyen: extracto de malta y preparaciones alimenticias, medicamentos, teléfonos y teléfonos móviles.

## Misiones diplomáticas
- Chad está acreditado ante México a través de su embajada en Washington D. C., Estados Unidos.[14]
- México está acreditado ante Chad a través de su embajada en El Cairo, Egipto.[15]